# Simultanes Gleichungsmodell
In der Statistik und Ökonometrie ist ein simultanes Gleichungsmodell (englisch Simultaneous Equations Model, kurz: SEM), ein Modell, das gemeinsam bzw. simultan zwei oder mehr endogene Variablen bestimmt, wobei jede endogene Variable eine Funktion anderer endogener Variablen sowie exogener Variablen und eines Fehlerterms sein kann.